# Мелентєв Пал
Мелентєв Пал (рос. Мелентьев Пал) — присілок в Коноському районі Архангельської області Російської Федерації.
Населення становить 70 осіб. Входить до складу муніципального утворення Вохтомське сільське поселення.

## Історія
Від 2004 року входить до складу муніципального утворення Вохтомське сільське поселення.

## Населення
| 2002 | 2010 | 2012 |
| ---- | ---- | ---- |
| 127  | ↘76  | ↘70  |